# Lemyra
Lemyra é um gênero de traça pertencente à família Arctiidae.